# Кутузис, Николаос
Николаос Кутузис (греч. Νικόλαος Κουτούζης; 1741, Закинф — 1813, Закинф) — греческий художник конца 18-го — начала 19-го века, сатирический поэт и священник. Один из самых видных представителей Семиостровной школы греческой живописи 18-го века.

## Биография

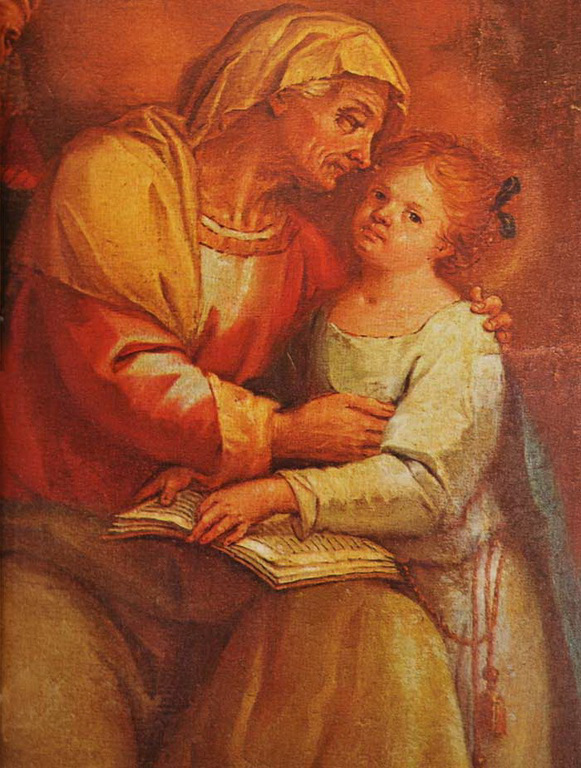
Святая Анна

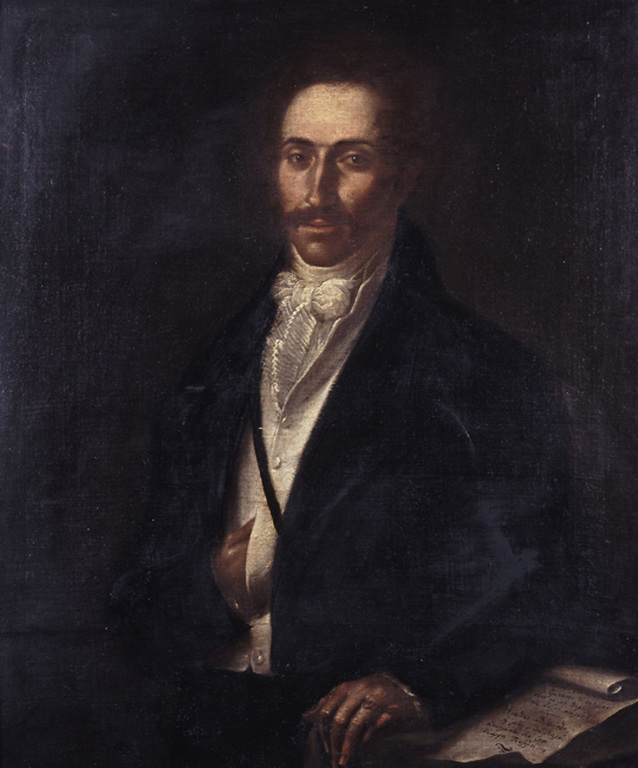
Георгиос Пиррис, Капитан порта Закинфа

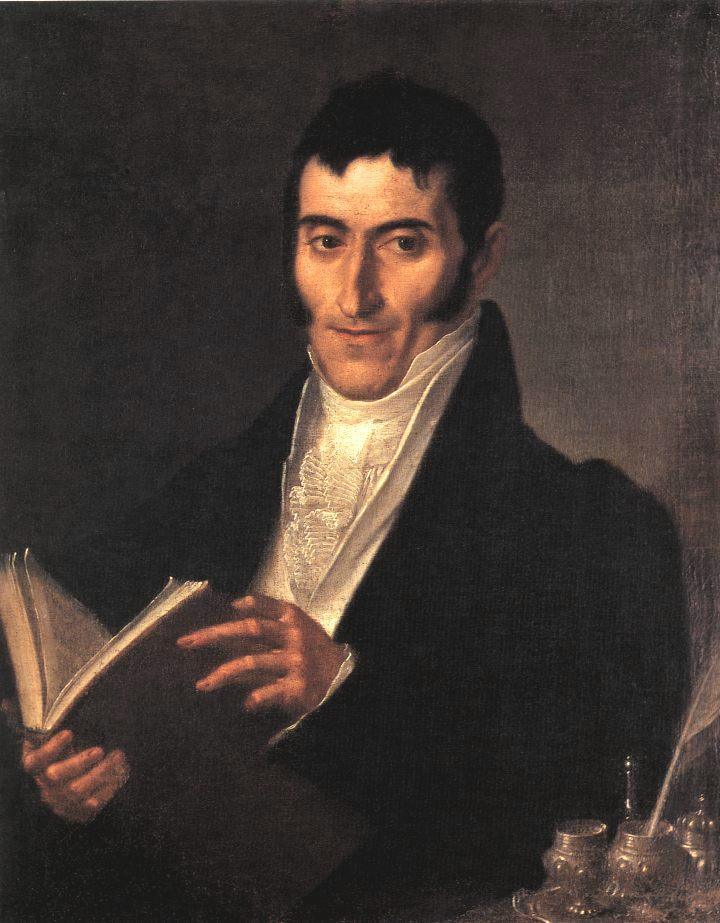
Портрет эрудита (1803). Национальная художественная галерея (Афины).

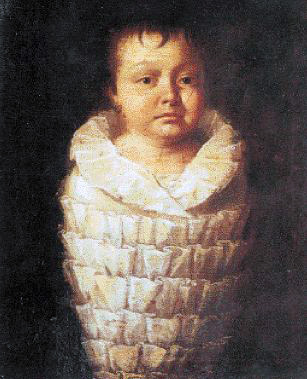
Поэт Дионисий Соломос в младенческом возрасте, около 1799—1800

Николаос Кутузис родился в 1741 году на острове Закинф, находившемся с 13-го века под венецианским контролем.
Искусствоведы предполагают, что он учился живописи на своём острове, у художника Николаоса Доксараса (1710—1775) и в шестнадцатилетнем возрасте, под руководством своего учителя, расписал в 1757 году церкви Святого Иоанна Дамаскина и Святого Дмитрия. Обе церкви сегодня разрушены.
Искусствоведы предполагают также, что в период 1760—1764 Кутузис жил в Венеции.
В любом случае, в 1766 году художник находился на Закинфе, где написал картину Шествие Святого Дионисия. Картина датирована, подписана художником и находится сегодня в церкви Святого Дионисия.
В 1770 году, в результате драки, художник был ранен ножом в лицо. С этого дня, чтобы скрыть шрам, художник отпустил бороду. Некоторые источники пишут, что шрам был причиной того, что он стал священником и отпустил бороду, но в действительности Кутузис стал священником на острове Лефкас через семь лет, в 1777 году. Впоследствии Кутузис стал приходским священником в различных церквях своего родного острова.
Одновременно со своими церковными обязанностями и работой художника, Кутузис писал сатирические стихи на злободневные темы, в которых резко отзывался о своих современниках. Эксцентрическое поведение Кутузиса, а также не-каноническая и театральная манера ведения церковной службы, вызвали столкновение с его окружением.
В силу этих обвинений, в 1810 году Кутузис был низложен из сана священника.
1 февраля 1813 года Кутузис был реабилитирован, но отказался принять свои обязанности. Кутузис умер через несколько меяцев после своей реабилитации.

## Работы и признание
Искусствоведы считают, что религиозные композиции в трёх церквях Закинфа (Святого Дмитрия, Святого Георгия и Святого Антония) принадлежат кисти Кутузиса.
Богоматерь на нефе церкви «Богородицы Чужестранцев» на острове Керкира, а также 4 картины Святого Дионисия в одноимённом монастыре на Закинфе, также принадлежат кисти Кутузиса.
Кутузис занимал господствующую позицию в искусстве Ионических островов 18-го и начала 19-го веков. Хотя он был занят в основном религиозной тематикой, в рамках светской живописи более всего признаётся его вклад в формирование портретистики. Кутузис следовал образцам итальянского барокко и отошёл от традиций пост-византийского искусства. Его работы оказали влияние на современных ему художников Ионических островов и его манера нашла продолжение в работах его ученика Николаоса Кантуниса.
Однако предложенные Кутузисом художественные направления в сторону реализма и психологического портрета не нашли продолжения и по существу были прерваны после смерти его наследника, Николаоса Кантуниса, который и стал последним значительным представителем Семиостровной школы греческой живописи.
В 1974 году вышел в свет роман-биография «Николаос Кутузис» закинфского писателя Диноса Кономаса.